# Oak Harbor (Washington)
Oak Harbor is een plaats (city) in de Amerikaanse staat Washington, en valt bestuurlijk gezien onder Island County.

## Demografie
Bij de volkstelling in 2000 werd het aantal inwoners vastgesteld op 19.795.
In 2006 is het aantal inwoners door het United States Census Bureau geschat op 22.713, een stijging van 2918 (14.7%).

## Geografie
Volgens het United States Census Bureau beslaat de plaats een oppervlakte van
23,7 km², waarvan 23,6 km² land en 0,1 km² water. Oak Harbor ligt op ongeveer 13 m boven zeeniveau.

## Plaatsen in de nabije omgeving
De onderstaande figuur toont nabijgelegen plaatsen in een straal van 24 km rond Oak Harbor.

## Geboren
- Christopher Sean (1985), acteur